# Клуб свінгерів
«Клуб свінгерів» (нім. Swinger Club) — німецький драматичний фільм 2006 року, створений режисером Яном Георгом Шютте.

## Сюжет
Альберт і Біргіт запрошують друзів на святковий обід на честь п'ятої річниці їхнього весілля, але під час дружньої розмови виникає певне напруження через затаєні ревнощі та підозри. Шістнадцять місяців по тому друзі знову збираються разом, — цього разу з нагоди вінчання Дагмар з росіянином Вадимом…

## У ролях
| Актор                | Роль         |
| -------------------- | ------------ |
| Штефан Шад           | Альберт      |
| Сюзанна Вольф        | Біргіт       |
| Олівер Зауер         | Кріс         |
| Оле Шлошауер         | Едді         |
| Енн Вебер            | Дагмар       |
| Юрій Шрадер          | Вадим        |
| Марі Боймер          | Каріна       |
| Беттіна Феддерсен    | жінка-пастор |
| Джулі Марі Енгелгорн | дитина       |

## Нагороди та номінації
Фестиваль німецького кіно у Людвігсхафені
- 2006 — Спеціальний приз журі[2].

Кінофестиваль імені Макса Офюльса
- 2006 — Номінація на премію Макса Офюльса (Ян Георг Шютте)[3].